# Serge Haroche
Serge Haroche (* 11. září 1944, Casablanca) je francouzský fyzik narozený v Maroku v židovské rodině. Je profesorem na Collège de France. Jeho hlavní oblastí zájmu je kvantová fyzika, studium světla a fotonu. Roku 2012 získal spolu s Davidem Winelandem Nobelovu cenu za fyziku, a to za „průlomové experimentální metody umožňující měření jednotlivých kvantových systémů a manipulaci s nimi“. Již roku 2009 získal Médaille d'or du Centre national de la recherche scientifique, nejvyšší vědecké ocenění ve Francii.